# Fa sostingut menor
Fa sostingut menor (també Fa#m en la notació europea i F# en la notació americana) és la tonalitat que té l'escala major a partir de la nota fa sostingut. Així, la seva escala està constituïda per les notes fa#, sol#, la, si, do#, re i mi. La seva armadura té tres sostinguts (fa, do, sol). El seu relatiu major és la tonalitat de la major, i la tonalitat homònima és fa sostingut major.
Molt poques simfonies estan escrites en aquesta tonalitat, sent la Simfonia dels adéus de Haydn un exemple famós. George Frederick Bristow i Dora Pejačević també han compost simfonies en aquesta tonalitat.
Els pocs concerts escrits en aquesta tonalitat inclouen el Concert per a piano núm. 1 de Serguei Rakhmàninov, també el primer d'Aleksandr Skriabin, el Concert per a violí núm. 1 de Henryk Wieniawski i el Concert per a violí núm. 2 de Henri Vieuxtemps. L'única composició de Mozart en aquesta tonalitat és el segon moviment del seu Concert per a piano núm. 23, en la major.